# ELTA (Griekse Post)
ELTA (Grieks: Ελληνικά Ταχυδρομεία, afgekort ΕΛΤΑ of ELTA Hellenic Post), is een Grieks staatspostbedrijf. Het bedrijf werd opgericht in 1828. ELTA bezorgt post in alle delen van Griekenland en is lid van de Wereldpostunie. Het bedrijf bezorgt brievenpost, heeft een pakketdienst en er kunnen depositorekeningen worden afgesloten.